# Tập đoàn Giải trí và Trò chơi Philippines
Tập đoàn Giải trí và Trò chơi Philippines (viết tắt là PAGCOR, tiếng Filipino: Korporasyon sa Libangan at Palaro ng Pilipinas)) là một công ty sở hữu và kiểm soát của chính phủ được thành lập vào năm 1977 thông qua Nghị định Tổng thống số 1869. PAGCOR là nguồn góp thu lớn nhất của Philippines đóng góp vào ngân sách chính phủ sau Cục Thuế nội vụ và Cục Hải quan.
PAGCOR thuộc dưới sự quản lý của Văn phòng Tổng thống Philippines.

## Lịch sử

Logo cho đến năm 2023

Tập đoàn này được thành lập trong giai đoạn chế độ quân chế dưới thời Tổng thống Ferdinand Marcos bằng Nghị định Tổng thống số 1067-A, ban hành vào ngày 1 tháng 1 năm 1977, như một phản ứng trước lời kêu gọi từ phía chính phủ Philippines để chấm dứt sự gia tăng của hoạt động casino bất hợp pháp lan rộng tại nhiều vùng của đất nước vào thời điểm đó.
Sau khi được thành lập, PAGCOR ký kết hợp đồng với Tổng công ty Quản lý Casino Philippines (PCOC) để vận hành sòng casino nổi trên Vịnh Manila vào năm 1977. Tuy nhiên, sau khi sòng casino nổi bị cháy nát vào năm 1979, PAGCOR chuyển trọng tâm sang sòng casino trên cạn và ký kết hợp đồng khác với PCOC để quản lý sòng casino tại tòa nhà Provident International and Resources Corporation (PIRC) trên Đại lộ Imelda, Parañaque, Thủ đô Metro Manila, Philippines. Sau đó, dưới Nghị định Tổng thống số 1869, được ban hành vào năm 1983, PAGCOR được ủy quyền hoạt động như một công ty chính phủ chịu trách nhiệm tổ chức và thành lập hồ bơi cờ bạc và sòng casino trên toàn quốc. Năm 1986, nó được tái thành lập và tổ chức lại bởi Tổng thống Philippines Corazon Aquino dưới dạng một PAGCOR mới nhằm góp phần gây quỹ cho chính phủ; Norberto Quisumbing được bổ nhiệm làm Chủ tịch đầu tiên của nó, sau đó là cựu Chủ tịch Ngân hàng Phát triển Philippines Alicia L. Reyes trở thành Chủ tịch và CEO. Reyes được kế nhiệm bởi Ephraim Genuino dưới sự bổ nhiệm của Tổng thống Gloria Macapagal Arroyo vào năm 2001.
Tập đoàn này vận hành các sòng casino của riêng mình cùng với một số câu lạc bộ máy đánh bạc VIP tại các thành phố lớn trên khắp đất nước. Ngoài ra, nó cũng giám sát và quy định các sòng casino sở hữu tư nhân, hơn 180 phòng bingo, cũng như các quán cafe e-games trên khắp đất nước. Tổng công ty này có hơn 11.000 nhân viên làm việc. Vào tháng 6 năm 2007, PAGCOR được hưởng lợi từ một đoạn lập pháp, Đạo luật Cộng hòa số 9487, trao quyền cho tập đoàn trò chơi do nhà nước điều hành, lúc đó dưới sự lãnh đạo của Chủ tịch Genuino, thêm 25 năm để quy định và vận hành các trò chơi may rủi, cấp giấy phép, và ký kết các hợp đồng liên doanh, quản lý hoặc đầu tư với các tổ chức tư nhân cho Khu Giải trí ở khu vực Vịnh Manila, Parañaque, và đặc biệt là ở Newport City, Pasay. Chủ tịch Genuino đã thành công trong việc thu hút các nhà đầu tư cho dự án xây dựng các khu du lịch tích hợp kiểu Las Vegas. Hai khu du lịch tích hợp đã được mở cửa vào ngày 1 tháng 11 năm 2014.
Vào ngày 13 tháng 7 năm 2018, PAGCOR thông báo việc bổ nhiệm Angeline Papica-Entienza làm trưởng phòng Điều phối và Phát triển Trò chơi của cơ quan, cùng với tư cách là Phó Chủ tịch của tập đoàn.
PAGCOR thông báo rằng họ sẽ ra mắt một sòng casino trực tuyến hướng tới quốc tế vào đầu năm 2024 dưới thương hiệu 'Casino Filipino'.
Vào ngày 11 tháng 7 năm 2023, PAGCOR đã trình làng logo mới để kỷ niệm 40 năm thành lập. Chủ tịch kiêm CEO Alejandro Tengco đã mô tả logo này như việc tích hợp yếu tố của ngọn lửa, biểu tượng cho năng lượng, cảm hứng, đam mê và sự biến đổi. Logo này đã gây ra các cuộc thảo luận và tranh luận trên các nền tảng truyền thông xã hội, bao gồm sự tương đồng về mặt hình thái giữa logo này với của Công ty Petron.

### Tái thương hiệu logo của PAGCOR
Vào ngày 27 tháng 6 năm 2023, Tập đoàn Giải trí và Trò chơi Philippines (PAGCOR) đã ủy quyền cho Dịch vụ Đồ họa Printplus tạo ra một logo mới với tổng chi phí là ₱3,035,714,28. Dịch vụ Đồ họa Printplus thuộc sở hữu của Francisco D. Doplon, người hiện đang là Giám đốc điều hành và Đạo diễn Nghệ thuật của ArtOne Design. Doplon cũng đã làm việc với nhiều cơ quan chính phủ và tổ chức tư nhân khác, bao gồm việc thiết kế lại logo cho Trung tâm Văn hóa Philippines và logo của Đại học Santo Tomas trong dịp kỷ niệm 400 năm vào năm 2008.

## Danh sách các Chủ tịch
- Norberto B. Quisumbing (1986)
- Alicia L. Reyes (1987–2001)
- Hildegarde A. Palacios (Tháng 6 năm 2001)
- Efraim C. Genuino (2001–2010)
- Cristino L. Naguiat Jr. (2010 – Tháng 6 năm 2016)
- Andrea D. Domingo (Tháng 7 năm 2016 – Tháng 6 năm 2022)[19]
- Alejandro H. Tengco (Tháng 8 năm 2022–nay) [20]